# Koh Leng Kang
Donald Koh Leng Kang (* 25. Mai 1968) ist ein singapurischer Badmintonspieler. 

## Karriere
Donald Koh nahm 1992 im Herrendoppel und -einzel an Olympia teil. Sowohl im Doppel mit Hamid Khan als auch im  Einzel schied er dabei schon in Runde eins aus. Im Doppel wurde er somit 17. in der Endabrechnung, im Einzel 33.

## Sportliche Erfolge
| Saison | Veranstaltung      | Disziplin    | Platz | Name                       |
| ------ | ------------------ | ------------ | ----- | -------------------------- |
| 1991   | Asienmeisterschaft | Herreneinzel | 9     | Koh Leng Kang              |
| 1992   | Olympia            | Herrendoppel | 17    | Hamid Khan / Koh Leng Kang |
| 1992   | Olympia            | Herreneinzel | 33    | Koh Leng Kang              |
| 1992   | Brunei Open        | Herreneinzel | 9     | Koh Leng Kang              |